# Андрейченко Наталя Едуардівна
Андрейченко Наталя Едуардівна (рос. Андрейченко Наталья Эдуардовна; нар. 3 травня 1956, Москва) — радянська і російська акторка театру, кіно та телебачення. Заслужена артистка РРФСР (1984).

## Життєпис
Вирішила стати актрисою ще в школі. Після невдалої спроби вступити до Вищого театрального училища ім. М. С. Щєпкіна вступила до ВДІКу, де навчалася акторській майстерності у Сергія Бондарчука та Ірини Скобцевої.
Дебютувала в кіно 1975 року, на другому курсі, в фільмах «Від зорі до зорі» та «Колискова для чоловіків». Першим великим акторським успіхом стала роль у кіноепопеї «Сибіріада» (1979). Фільм було відзначено спеціальним призом на Каннському кінофестивалі.
Найбільшим успіхом серед глядачів користувалися дві її ролі — Мері Поппінс у музичному фільмі «Мері Поппінс, до побачення» (1983) та Люби Антіпової в мелодрамі «Військово-польовий роман» (1983).
За роль у фільмі «Пробач» (1986) її було обрано найкращою акторкою року за версією читачів журналу «Радянський екран», а за роль Катерини Ізмайлової у фільмі «Леді Макбет Мценського повіту» була номінована на кінопремію Ніка в категорії найкраща жіноча роль.
1996 року спільно з гуртом «Natasha &GooSee» записала альбом «MOST», де виступила як вокалістка.
2010 року стала одним з членів журі в талант-шоу «Україна сльозам не вірить» на «Новому каналі». 2011 року разом з Дмитром Нагієвим вела реаліті-шоу «Мама в законі» на телеканалі «Перець».

## Особисте життя
Наталя Андрейченко двічі була у шлюбі:
- Перший чоловік — композитор Максим Дунаєвський.
- Другий — актор і кінорежисер Максиміліан Шелл (одружилися 11 червня 1986 року, розлучилися 2005 року).

Діти:
- син Дмитрій Шелл (нар. 25 листопада 1982 року[4], син Максима Дунаєвського, узяв прізвище вітчима[5]; працює у швейцарському банку).
- дочка Настасья Шелл (нар. 1989)[6].

1991 року Наталя Андрейченко емігрувала у Сполучені Штати до чоловіка; після розлучення у 2005 році повернулася до Росії. З 2012 року проживає переважно у Мексиці.
Акторка є вегетаріанкою, практикує сироїдіння, займається йогою.

## Нагороди
- 1984 — Приз за найкращу жіночу роль на Міжнародному кінофестивалі у Вальядоліді («Військово-польовий роман»)[9].
- 1984 — Заслужена артистка РРФСР.
- 1984 — Премія Ленінського комсомолу (за високу акторську майстерність у фільмах останніх років).
- 1987 — Найкраща акторка року за результатами опитування журналу «Радянський екран» («Пробач»).

## Фільмографія
| Рік  |    | Українська назва                | Оригінальна назва                 | Роль                                   |
| ---- | -- | ------------------------------- | --------------------------------- | -------------------------------------- |
| 1975 | ф  | Від зорі до зорі                | От зари до зари                   | сусідка Рожнова у ресторані            |
| 1977 | ф  | Колискова для чоловіків         | Колыбельная для мужчин            | Валя Крилова                           |
| 1977 | ф  | Борги наші                      | Долги наши                        | Вєрка                                  |
| 1977 | ф  | Степанова пам'ятка              | Степанова памятка                 | Танюша                                 |
| 1977 | ф  | Поєдинок в тайзі                | Поединок в тайге                  | Пелагея                                |
| 1978 | ф  | Степ                            | Степь                             | дівчина на возі                        |
| 1978 | ф  | Коли йдеш – іди                 | Уходя — уходи                     | Люба                                   |
| 1978 | ф  | Сибіріада                       | Сибириада                         | Настя (Анастасія Соломіна)             |
| 1979 | ф  | Женці                           | -                                 | Марія                                  |
| 1979 | ф  | Торгівка і поет                 | Торговка и поэт                   | Ольга                                  |
| 1979 | ф  | Прилітав марсіанин в осінню ніч | Прилетал марсианин в осеннюю ночь | Валькірія                              |
| 1980 | ф  | День на роздум                  | День на размышление               | епізод                                 |
| 1980 | ф  | Коней на переправі не міняють   | Коней на переправе не меняют      | Алла                                   |
| 1980 | ф  | Дами запрошують кавалерів       | Дамы приглашают кавалеров         | Раїса                                  |
| 1980 | ф  | Весільна ніч                    | Свадебная ночь                    | Маша                                   |
| 1981 | ф  | Мужність                        | Мужество                          | Тоня                                   |
| 1982 | ф  | Нам тут жити                    | На. здесь жить                    | Аріна                                  |
| 1982 | ф  | Людмила                         | Людмила                           | Зіна                                   |
| 1982 | ф  | Людина, яка закрила місто       | Человек, который закрыл город     | Лазарева                               |
| 1982 | ф  | Інспектор Лосєв                 | Инспектор Лосев                   | Варя Глотова                           |
| 1983 | ф  | Військово-польовий роман        | Военно-полевой роман              | Любов Антіпова                         |
| 1983 | ф  | Мері Поппінс, до побачення!     | Мэри Поппинс, до свидания         | Мері Поппінс                           |
| 1983 | ф  | Двоє під однією парасолькою     | Двое под одним зонтом             | Людмила                                |
| 1985 | ф  | Маріца                          | Марица                            | Маріца                                 |
| 1986 | ф  | Пробач                          | Прости                            | Маша                                   |
| 1986 | с  | Петро Великий                   | Peter the Great                   | Євдокія Лопухіна                       |
| 1987 | ф  | Під знаком Червоного Хреста     | Под знаком Красного креста        | Ніна Іванівна Малишева                 |
| 1989 | ф  | Леді Макбет Мценського повіту   | Леди Макбет Мценского уезда       | Катерина Ізмайлова                     |
| 1992 | ф  | Свічки в темряві                | Candles in the Dark               | Марта Валлісте                         |
| 1994 | с  | Тихий Дон                       | Тихий Дон                         | Дарія                                  |
| 1993 | с  | Доктор Квін, жінка-лікарка      | Dr. Quinn, Medicine Woman         | княгиня Нізамова                       |
| 1994 | ф  | Маленька Одеса                  | Little Odessa                     | Наташа                                 |
| 1995 | ф  | Аврора: Операція Перехоплення   | Aurora: Operation Intercept       | Франческа Заборцин                     |
| 1998 | с  | Місце злочину                   | Tatort                            | Олена Краснова, російська перекладачка |
| 1999 | тф | Сучасні вампіри                 | Revenant / Modern Vampires        | Пантія                                 |
| 1999 | ф  | Вісім з половиною доларів       | Восемь с половиной долларов       | Ксенія Потєхіна                        |
| 2000 | с  | Поліція Нью-Йорка               | NYPD Blue                         | Леа Шенков                             |
| 2000 | ф  | Формула щастя                   | Формула счастья                   | Ніка                                   |
| 2001 | ф  | Подаруй мені місячне сяйво      | Подари мне лунный свет            | Ірина                                  |
| 2002 | ф  | О'кей                           | О'кей                             | Еля                                    |
| 2004 | с  | Гріхи батьків                   | Грехи отцов                       | Марія Андросова                        |
| 2005 | с  | Моє велике вірменське весілля   | Моя большая армянская свадьба     | Ірина, матір Олени                     |
| 2008 | ф  | Дуже російський детектив        | Очень русский детектив            | Сніжана, мати-настоятелька             |
| 2009 | тф | Життя в позику                  | Жизнь взаймы                      | Людмила Адамова                        |
| 2009 | ф  | На даху світу                   | На крыше мира                     | Олена Наумова, акторка                 |
| 2019 | с  | Дві сестри                      | Две сестры                        | Антоніна                               |
| 2022 | с  | Дві сестри 2: Спадкоємці        | Две сестры 2: Наследники          | Антоніна                               |

## Відео
- Мері Поппінс «Жив та був голяр» [Архівовано 16 січня 2014 у Wayback Machine.] (рос.)